# 山内俊夫
山内 俊夫（やまうち としお、1946年（昭和21年）12月17日 - ）は、日本の実業家、元政治家。香川県丸亀市出身。
参議院議員（2期）、文部科学副大臣（福田康夫改造内閣、麻生内閣）、香川県議会議員（2期）などを務めた。

## 略歴
香川県立丸亀高等学校を経て、1969年 早稲田大学教育学部教育学科卒業。セーラー広告勤務を経て、家業の株式会社山内不動産を承継し代表取締役社長。このほか瀬戸大橋タワー副社長等を歴任した。
1972年 丸亀青年会議所入会。その後青年会議所四国地区協議会会長、香川県社会教育委員などを歴任。
1991年 香川県議会議員に初当選、1995年に再選。
1998年 第18回参議院議員通常選挙（香川県選挙区）に自民党公認、公明党推薦で初当選。地元政財界大物の平井卓志（当時自由党）の政界引退に依るところが大であった。
2001年9月 総務大臣政務官（旧郵政省を担当）就任。
2004年7月 第19回参議院議員通常選挙で再選。
2005年8月8日 郵政民営化法案の参議院本会議採決では、党執行部の方針に造反し欠席した。
2007年8月 自民党副幹事長、参議院総務委員長に就任。
2008年8月 福田康夫内閣改造内閣にて文部科学副大臣に就任。
2009年9月23日 2010年7月の第22回参議院議員通常選挙には立候補せず、政界から引退することを表明。
2006年～2009年にかけて池口恵観が主宰する勉強会に5回参加している。
2009年12月25日には自民党からの離党と、改革クラブへの入党意志を表明。改革クラブが政党要件を喪失し、政党交付金を受領できなくなるのを救済するための移籍（次期参院選に宮崎県選挙区から自民党公認で立候補を予定している松下新平とのトレード）と目された。
2010年1月5日に自民党を離党、1月8日に改革クラブに入党。4月23日には改革クラブが新党改革に名称変更し、山内もこれに参加。党事務総長と国会対策委員長に就任した。第22回参議院議員通常選挙には立候補せず引退。
2015年、朝鮮総連本部ビル売却問題で、転売による本部維持を計画してきた朝鮮総連と競売先のマルナカホールディングスの仲介役として介入した。山内自身が経営する不動産会社は本部ビル売却後も朝鮮総連が入居し続けられるように、マルナカと転売先企業であるグリーンフォーリストの双方に働きかけ1月28日に契約が行われた。
2017年4月29日付の春の叙勲で、旭日重光章を受章（後述により後日、褫奪）。
2020年2月、学校法人明浄学院の新理事会が発足し、同法人の理事に就任したが、同年3月、麦島善光・ZENホールディングス会長の申し立てにより、大阪地方裁判所は奥田貴美子・同法人理事長と理事ら計7人の職務を停止する仮処分決定を出した。同法人には内部に運営を巡る対立があるという。

## 不祥事
2021年11月28日、自身の関連会社である羽田空港格納庫合同会社の資金約1億円を流用した業務上横領容疑で、警視庁（捜査第二課）に逮捕された。その後、同年12月17日に東京地方検察庁から同罪で起訴された。また、羽田空港格納庫合同会社が山内らの資金流用に対し損害賠償を求めて提訴しており、同月20日、東京地方裁判所での判決で山内らが「本来の目的と異なる不動産代金の支払いに故意に使用した」ことを認め、山内らに約3億円の損害賠償を命じている。
2022年10月4日、業務上横領罪の裁判の初公判が東京地方裁判所で開かれ、山内は罪の成立自体は争わないとした上で「私個人の用途に費消する目的は全くなかった」と、起訴内容を一部否認した。2023年7月19日、東京地方裁判所（須田雄一裁判長）は山内に対し、懲役4年の実刑判決を言い渡した。須田裁判長は「結果は重大だが、被害弁償はされていない。業務を実質的に取り仕切る立場だったことを悪用し、合同会社の信頼を裏切った」と非難。遊興費などに使われていないとしても、責任や非難は大幅に減少しないと指摘した。8月2日、山内の弁護人は判決を不服として控訴した。2024年3月14日、東京高等裁判所は一審判決を支持し、山内側の控訴を棄却した。最高裁判所第1小法廷は同年6月24日付で山内の上告を棄却する決定をした。
なお、実刑判決確定により、勲章褫奪令第1条第1項により、2024年6月29日付で旭日重光章を褫奪（剥奪）された。

## 人物
信条は終始一誠意。趣味は将棋、料理。家族は妻がいる。真言密教の開祖、空海のもつ宇宙観を政治に生かす。

## 政策
- 健康増進法を努力規定ではなく義務規定として、受動喫煙防止を徹底することに反対[23]。

## 朝鮮総連本部ビル売却問題
2015年の朝鮮総連本部ビル売却問題への介入は、「総連本部の退去逃れ」として専門家から問題視された。朝鮮総連の627億円の不良債権を、関連団体を活用することで44億円の負担に減らし、かつ朝鮮総連本部ビルは実質所有の状態を保つことが出来たとされた。山内は「朝鮮総連が継続使用できれば、日朝関係が進展して国益にもかなうとの思いからだ。朝鮮総連の意向を直接受けたわけではない」と説明した。
一方で、朝鮮総連の許宗萬議長とは国会議員時代から知り合いであり、ビルの現状維持を希望していると聞いたので、意向を受け入れてくれる購入先を仲介し、手数料もビジネスの常識の範囲なので問題はないとも説明している。問題視する声に対しては、取引は違法ではないので、朝鮮総連は責任を果たしており問題はないと反論した。